# Geltoni Krantai
Geltoni krantai foi o primeiro álbum lançado pelo grupo de rock lituano Foje, em 1989.

## Músicas
1. Paskutinė žiema
2. Geltoni krantai
3. Kita diena
4. Vaikystės stogas
5. Laužo šviesa
6. Žodžiai į tylą
7. Tu nieko dar nepažinai
8. Žvakių šviesoje
9. Aš gimsiu rytoj

Músicas e letras de Andrius Mamontovas.